# Saint-Félicien (tổng)
Tổng Saint-Félicien là một tổng của Pháp nằm ở tỉnh Ardèche trong vùng Rhône-Alpes.
Tổng này được tổ chức xung quanh Saint-Félicien ở quận Tournon-sur-Rhône. Độ cao biến thiên từ 210 m (Colombier-le-Vieux) đến 1 184 m (Pailharès) với độ cao trung bình là 573 m.

## Hành chính
| Giai đoạn   | Ủy viên           | Đảng        | Tư cách                   |
| ----------- | ----------------- | ----------- | ------------------------- |
| 1919 - 1944 | Xavier Vallat     | Républicain | Đại biểu Ardèche          |
| 1998 - 2004 | Pierre Jouvencel  | PS          | Ủy viên vùng              |
| depuis 2004 | Jean-Paul Chauvin | UMP         | Thị trưởng Saint-Félicien |

Sources:

## Các đơn vị hành chính
Tổng Saint-Félicien bao gồm 8 xã với dân số 3 669 người (điều tra năm 1999, dân số không tính trùng).
| Xã                 | Dân số | Mã bưu chính | Mã insee |
| ------------------ | ------ | ------------ | -------- |
| Arlebosc           | 321    | 07410        | 07014    |
| Bozas              | 244    | 07410        | 07039    |
| Colombier-le-Vieux | 551    | 07410        | 07069    |
| Lafarre            | 57     | 07520        | 07124    |
| Pailharès          | 288    | 07410        | 07170    |
| Saint-Félicien     | 1 183  | 07410        | 07236    |
| Saint-Victor       | 828    | 07410        | 07301    |
| Vaudevant          | 197    | 07410        | 07335    |

## Thông tin nhân khẩu
| 1962                                                     | 1968  | 1975  | 1982  | 1990  | 1999  |
| -------------------------------------------------------- | ----- | ----- | ----- | ----- | ----- |
| 3 921                                                    | 4 525 | 3 838 | 3 760 | 3 733 | 3 669 |
| Nombre retenu à partir de 1962 : dân số không tính trùng |       |       |       |       |       |